# Christian Heinrich Wätjen

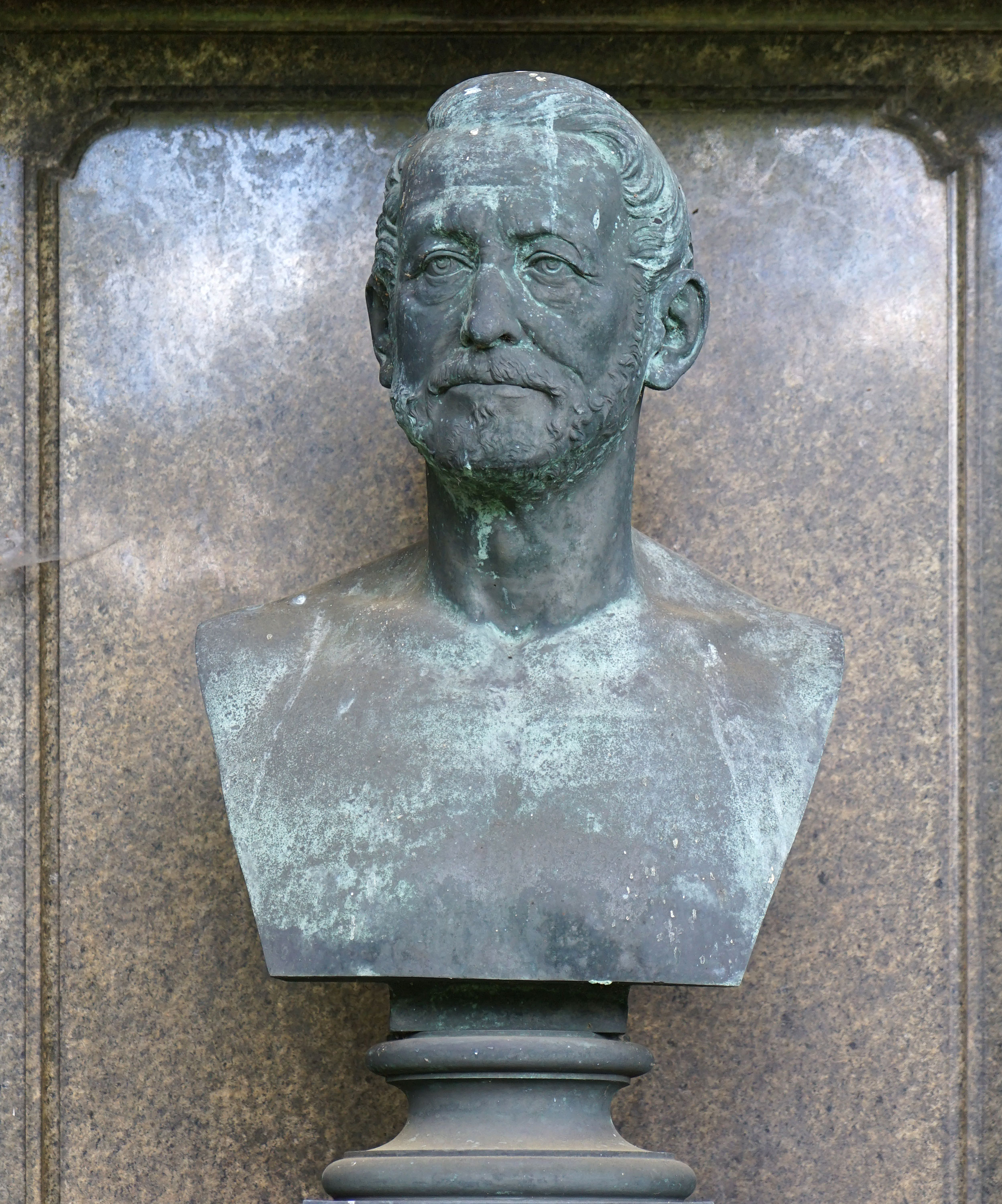
Wätjen-Büste auf dem Riensberger Friedhof

Christian Heinrich Wätjen, auch Christian Heinrich Waetjen, (* 30. Januar 1813 in Bremen; † 28. Februar 1887 in Bremen) war ein deutscher Reeder.

## Biografie

C. H. Wätjen (Mitte sitzend, mit Hut auf den Knien) mit Familie, Bremen-Blumenthal 1885

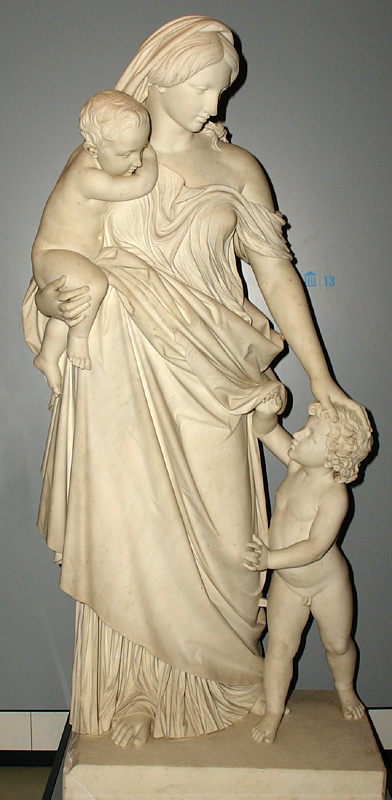
Louise Wätjen mit ihren jüngsten Kindern als „Caritas“ von Carl Steinhäuser

Wätjen entstammt einer Bremer Reederfamilie und wurde in London und New York ausgebildet, wo er internationale Verbindungen knüpfte. 1837 trat er in die von seinem Vater Diedrich Heinrich Wätjen gegründete Reederei und Überseehandlung D. H. Wätjen und Co. ein, einen der führenden Tabak-Importeure Bremens und später zeitweise die weltweit größte private Segelschiffreederei.
Seine Flotte eigener Segelschiffe beförderte unter anderem auch deutsche Auswanderer in die USA und nach Australien. Er setzte seine Schiffe auch im Walfanggeschäft  bei Grönland und in der Südsee ein. Die Reedereiflagge – ein weißes W in blauem Feld – ist als „Flying W“ das Wahrzeichen der größten bremischen Segelschiffflotte geworden.
Erhalten ist sein 1858 bis 1864 im neugotischen Stil errichteter Landsitz in Bremen-Blumenthal, genannt „Wätjens Schloss“. Das Anwesen ist von Wätjens Park umgeben, einem gleichzeitig angelegten Landschaftspark, der seit 2006 unter gartendenkmalpflegerischen Gesichtspunkten restauriert wird.

1858 entstand am Osterdeich 2 die Villa Wätjen  nach Plänen von Heinrich Müller.

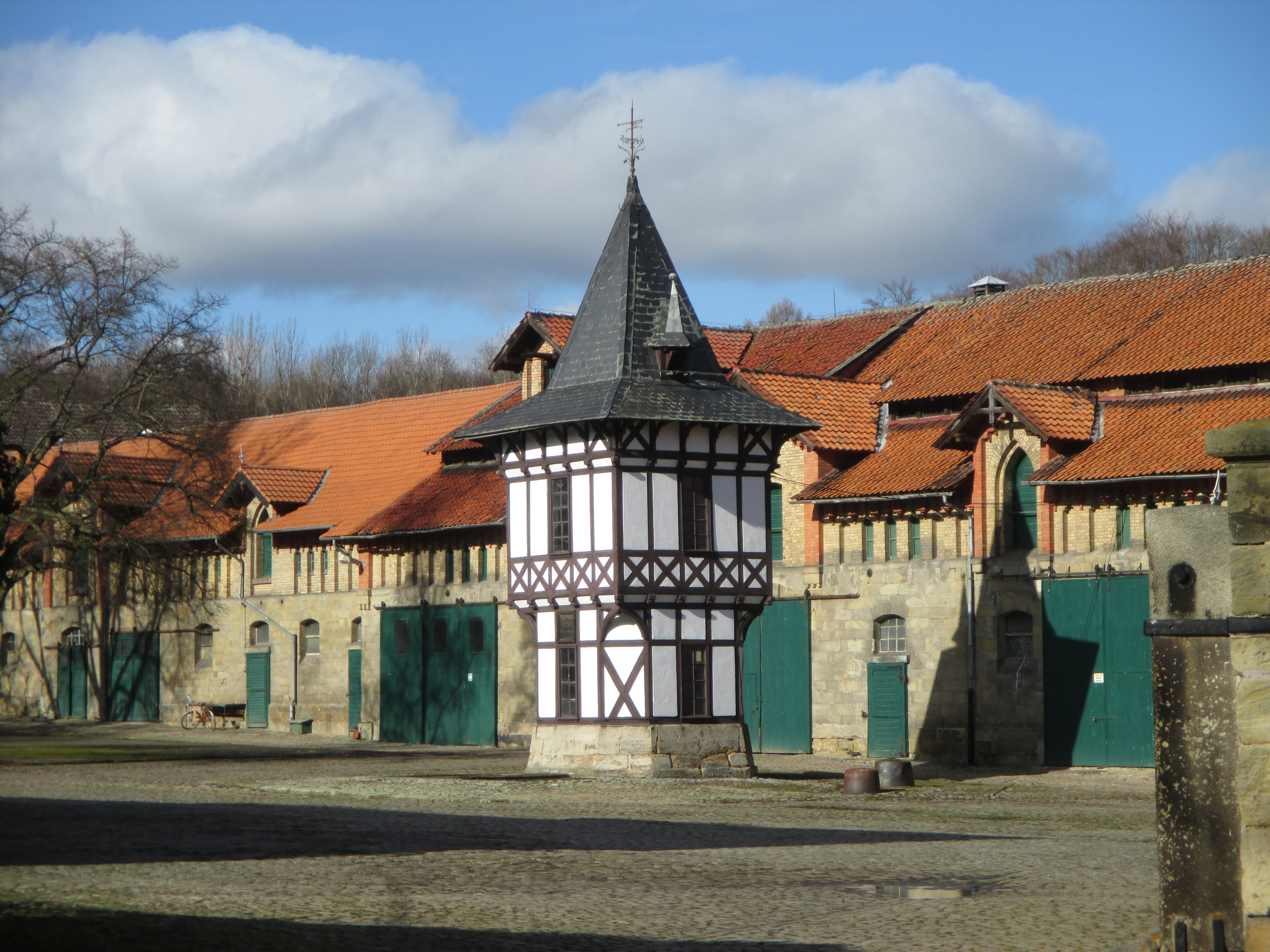
Rittergut Altenrode

1871 kaufte Christian Heinrich Wätjen das Rittergut Altenrode mit ca. 205 ha Acker und Forst. Die Familie Wätjen ist bis heute im Besitz des Guts Altenrode, welches seit 1982 komplett unter Denkmalschutz steht.
Wätjen wurde auf dem Riensberger Friedhof in Bremen beigesetzt (Grablage W 228, Koordinaten: 53° 5′ 36,5″ N, 8° 51′ 35,5″ O). Das Grabmal aus Granit und Bronze, nach Plänen von Heinrich Müller erstellt, steht unter Denkmalschutz.
In der Turmhalle der reformierten Kirche in Blumenthal, deren Bau er „großzügig, aber nicht ganz uneigennützig mit 200 000 Reichstalern finanziert“ hat, steht eine Büste mit seinem Abbild. Diese stand ursprünglich im Gedächtnistempel für C. H. und D. H. Wätjen in Wätjens Park, wo am 10. Mai 2009 eine Replik aufgestellt worden ist.

## Familie
Christian Heinrich Wätjen war drei Mal verheiratet. Am 10. Mai 1839 heiratete er in erster Ehe Louise, geb. Delius (* 4. September 1818 in Bremen; † 16. April 1859 ebenda). Sie hatten zehn Kinder.
1. Diedrich Heinrich Wätjen (1840–1893), Kaufmann ⚭ 1866 Anna Henriette Retemeyer (1847–1924)
  1. Christian Heinrich Emil Wätjen (1868–1932)
  2. August Wätjen
2. Everhard Wätjen (1841–1909), Rittergutsbesitzer ⚭ 1867 Hedwig Löbbecke (1845–1922)
3. Magdalene Christine Louise Wätjen (1843–1912) ⚭ 23. August 1862 Joseph Johannes Arnold Hachez (1828–1901), Kaufmann und Reeder in Bremen.[8]
4. Christian Louis Wätjen (1845–1900) ⚭ 1872 Josepha Lüling († 1895)
  1. Louis Wätjen
5. Emma Helene Wätjen (1847–1858)
6. Nicolaus Adolph Wätjen (* 1849)
7. Hermann Nicolaus von Wätjen (1851–1911),[9] Rittergutsbesitzer, Stadtverordneter, Regierungsrat in Düsseldorf[10] ⚭ 1880 Clara Antonia Vautier (1862–1944), Tochter des Malers Benjamin Vautier[11]
  1. Otto Christian Heinrich von Wätjen (1881–1942), Maler ⚭ 22. Juni 1914 Marie Laurencin (1883–1956), Malerin
  2. Elisabeth Luise (Lilli) von Wätjen (1884–1966) ⚭ 1905 Paul Clemen (1866–1947), Kunsthistoriker
  3. Gerda Agnes von Wätjen (* 1886) ⚭ 1. Ehe Carl Friedberg (1872–1955), Pianist; ⚭ 2. Ehe 1909 Hermann Haller (1880–1950), Bildhauer
  4. Hans Hermann von Wätjen (1905–1922)
8. Louise Agnes Wätjen (1853–1923) ⚭ 1873 Friedrich Georg Ernst Matthes (1848–1906), Sohn des Mathieu Elie Matthes aus Duisburg und Besitzer einer Baumwollspinnerei in Düsseldorf.
  1. Christian Heinrich Matthes (1876–1935)
  2. Ernst Matthes (1879–1918), deutscher Maler und Zeichner
9. Georg Wilhelm Wätjen (1857–1928) ⚭ 1883 Alice Heinze
10. Karl Johann von Wätjen (1859–1928), Besitzer der Standesherrschaft Drehna (Niederlausitz); ⚭ 1. Ehe Gertrud Therese Ursula Dietze (1864–1899), nach ihr wurde der Ursulagrund, ein Waldstück im Bachtal der Schrake, benannt. ⚭ 2. Elisabeth von Loebenstein-Sallgast, nachfolgend verheiratete Robert von Wallenberg-Pachaly (1880–1956).[12]

## Ehrungen
Die Wätjenstraße wurde nach den Reedern Diedrich Wätjen und Christian Heinrich Wätjen benannt.